# Fez (sapka)
A fez vörös színű, karimátlan gyapjúsapka, amely Európa déli részén, főleg az egykor az Oszmán Birodalom által megszállt területeken honos viselet. Merev anyagból készült, hengeres oldalú, esetleg kissé szűkülő alakú, teteje egyenes. Felső lapjának közepéről fekete vagy kék bojt lóg le. A fezt gyakran kombinálták a turbánnal. Ez a turbános fez volt az oszmán hadsereg viselete, majd elhagyták róla a turbánt, végül Mustafa Kemal Atatürk idején a fezt is felváltotta a modernebb katonai sapka. Díszítménye csak a gyerek és női viseletnek van, amikor gyöngyökkel vagy aranyfonállal díszítik.
Európai nevét a marokkói Fez városáról kapta, ahol nagyüzemben gyártották. Az eredeti neve tarbus.

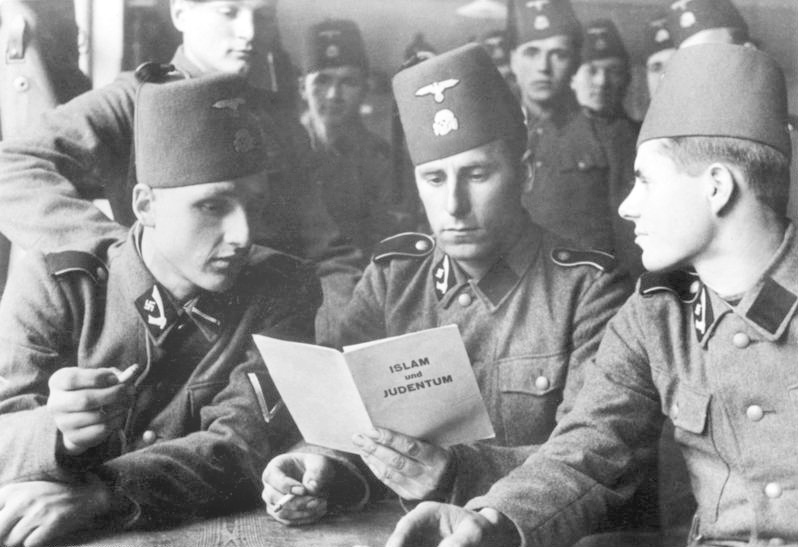
Fezt viselő bosnyák katonák 1943-ban
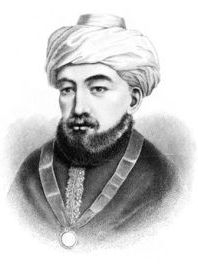
Fezes turbán Maimonidész fején